# Ding Dong Doggie
Ding Dong Doggie es un corto de animación estadounidense de 1937, de la serie de Betty Boop. Fue producido por los estudios Fleischer y distribuido por Paramount Pictures. En él aparecen Betty Boop y Pudgy.

## Argumento
Pudgy ve desde la ventana, en la entrada del cuartel de bomberos, a un dálmata haciendo guardia. Este le invita a venir con él, pero Betty no le deja. Cuando suena la alarma, Pudgy se escapa de casa y acude con su amigo al incendio de un almacén.

## Producción
Ding Dong Doggie es la sexagésima sexta entrega de la serie de Betty Boop y fue estrenada el 23 de julio de 1937.